# Йенсен, Карл
Карл Маринус Йенсен (дат. Carl Marinus Jensen; 13 сентября 1882 года, Дроннинглунд  —  4 апреля 1942 года, Фредериксберг) — датский борец греко-римского стиля, бронзовый призёр летних Олимпийских игр 1908.

## Биография
На Играх 1908 в Лондоне соревновался в весовой категории до 93,0 кг. Выиграв две схватки, проиграл в полуфинале, но смог победить во встрече за третье место и получил бронзовую медаль.
Работал в пожарной охране в Копенгагене.